# Associazione Calcio Femminile Cagliari 1968
Questa voce raccoglie le informazioni riguardanti l'Associazione Calcio Femminile Cagliari nelle competizioni ufficiali della stagione 1968.

## Rosa
Tratta dai quotidiani sportivi nazionali.
| N. |                   | Ruolo | Calciatrice       |
| -- | ----------------- | ----- | ----------------- |
| 2  | Italia (bandiera) | D     | Argiolas          |
| 4  | Italia (bandiera) | C     | Myriam Barbarossa |
| 3  | Italia (bandiera) | D     | Irene Caratzu     |
| 10 | Italia (bandiera) | A     | Paola Cardia      |
| 12 | Italia (bandiera) | P     | Dessì             |
| 6  | Italia (bandiera) | C     | Rita Follese      |

| N. |                   | Ruolo | Calciatrice           |
| -- | ----------------- | ----- | --------------------- |
| 7  | Italia (bandiera) | A     | Lai                   |
| 1  | Italia (bandiera) | P     | Rosanna Mura          |
| 5  | Italia (bandiera) | C     | Orrù                  |
| 9  | Italia (bandiera) | A     | Giuseppina Portoghese |
| 8  | Italia (bandiera) | A     | Maria Ausilia Sovrano |
| 11 | Italia (bandiera) | A     | Spiga                 |